# The Port of Missing Men
The Port of Missing Men er en amerikansk stumfilm fra 1914 af Francis Powers.

## Medvirkende
- Arnold Daly som John Armitage.
- Marguerite Skirvin som Shirley Claiborne.
- Edward MacKay som Frederick Augustus.
- Frederick Bock som Charles Louis.
- Augustus Balfour som Erkehertug Karl.